# 土岐詮頼
土岐 詮頼（とき あきより）は、南北朝時代から室町時代の武将、守護大名。

## 生涯
土岐頼雄の末子。揖斐氏を称した。